# 1647 Menelaus
1647 Menelaus è un asteroide troiano di Giove del campo greco. Scoperto nel 1957, presenta un'orbita caratterizzata da un semiasse maggiore pari a 5,2136207 UA e da un'eccentricità di 0,0217478, inclinata di 5,65083° rispetto all'eclittica.
L'asteroide è dedicato a Menelao, re di Sparta.